# Princ od Vranje
Stefan Zdravković, mer känd under artistnamnet Princ od Vranje eller enbart Princ, född 29 september 1993 i Vranje, är en serbisk sångare och musiker. Han representerade Serbien i Eurovision Song Contest 2025 med låten "Mila". Bidraget gick inte till final.